# Egoitz García Etxegibel
Egoitz García Etxegibel (Atxondo, 31 de març de 1986) és un ciclista basc professional des del 2010 i actualment militant a l'Equipo Bolivia.

## Palmarès
- 2009
  - 1r al Gran Premi Macario
- 2012
  - 1r a la París-Corrèze

### Resultats a la Volta a Espanya
- 2012. 101è de la classificació general

### Resultats al Tour de França
- 2013. 115è de la classificació general
- 2014. Abandona (9a etapa)